# My Baby (film 1912)
My Baby è un cortometraggio muto del 1912 diretto da D.W. Griffith su una sceneggiatura di  Anita Loos.

## Trama
Dopo che le sue due sorelle maggiori si sono sposate e se ne sono andate di casa, la più giovane promette di non lasciare mai il suo anziano padre. Ma arriva il momento in cui anche lei si innamora e va via di casa per metter su famiglia. A questo punto il padre la rinnega.
Il tempo passa, l'anziano padre vede casualmente il proprio nipote appena nato e, dopo varie vicissitudini, l'amore vince su tutto e la famiglia si riunisce.

## Produzione
Il film fu prodotto dalla Biograph Company e venne girato a New York.

## Distribuzione
Distribuito dalla General Film Company, il film - un cortometraggio in una bobina - uscì nelle sale cinematografiche statunitensi il 14 novembre 1912. Copia della pellicola viene conservata negli archivi del Museum of Modern Art e alla Biblioteca del Congresso (American Film Institute/Mary Pickford collection).